# Heeresgruppe G
Den tyske Heeresgruppe G kæmpede på Vestfronten under 2. Verdenskrig og var underlagt OB West.
Da den allierede invasion i Sydfrankrig (Operation Dragoon) fandt sted, havde Heeresgruppe G 11 divisioner til rådighed til forsvaret af Frankrig syd for Loire floden. Efter den vellykkede allierede invasion i Sydfrankrig den 17.-18. august gav den tyske overkommando (OKW) Heeresgruppe G bortset fra fæstningstropperne ordre til rømme det sydlige Frankrig. Det tyske 64. Korps, som havde haft kommandoen over tropperne i det sydvestlige Frankrig efter at 1. armé var blevet trukket tilbage til en position ved Seinen sydvest for Paris nogle uger tidligere, dannede tre marchkolonner og trak sig tilbage østpå mod Dijon. Samtidig trak 19. armé sig tilbage nordpå gennem Rhone-dalen mod Plateau de Langres hvor den blev mødt af den 5. tyske panserarmé, som var overført til Heeresgruppe G med henblik på et modangreb mod den 3. amerikanske armé under general George S. Patton. Tilbagetrækningen gik imidlertid ikke som planlagt. Da 19. armé trak sig tilbage, blev mange tropper fra Heeresgruppe G taget til fange i store grupper af den 6. amerikanske armégruppe. Da tilbagetrækningen var tilendebragt, havde general Johannes Blaskowitz mistet omkring halvdelen af sin styrke og blev afløst den 21. september af general Hermann Balck. I midten af september var 5. panserarmé i stilling på venstre fløj af den tyske linje nord for den schweiziske grænse. Herfra angreb 5. panserarmé sammen med elementer af 1. arme den amerikanske 3. arme, mens den stærkt reducerede tyske 19. armé stod overfor den franske 1. armé og den 7. amerikanske armé under general Alexander M. Patch.
Heeresgruppe G kæmpede i Vogeserne i november 1944 og trak sig tilbage gennem Lorraine og det nordlige Alsace i december 1944. I slutningen af november 1944 mistede Heeresgruppe G midlertidig kommndoen over de tyske tropper i Colmar-lommen ved Rhinen syd for Bienwald til den kortlivede Heeresgruppe Oberrhein. Mindst en af dens divisioner, 21. panserdivision, kæmpede på den sydlige flanke i Ardennerslaget I januar havde den en hovedrolle i Operation Nordwind, det sidste større tyske modangreb på Vestfronten. Da Nordwind slog fejl, og da tyskerne blev fordrevet fra Colmar-lommen, blev Heeresgruppe Oberrhein nedlagt, og Heeresgruppe G overkog ansvaret for forsvaret af hele det sydvestlige Tyskland.
Selv om de ikke kunne stoppe de allieredes offensiv, som fejede gennem Rheinland-Pfalz og efterfølgende angreb over Rhinen, lykkedes det ikke desto mindre for tropperne i Heeresgruppe G at yde et energisk forsvar ved byerne Heilbronn, Crailsheim, Nürnberg og München i løbet af april 1945.
Heeresgruppe G overgav sig til amerikanske styrker ved Haar i Bayern den 5. maj 1945.

## Ledende generaler
| 8. maj        | 1944 | Johannes Blaskowitz |
| 21. september | 1944 | Hermann Balck       |
| 24. december  | 1944 | Johannes Blaskowitz |
| 29. januar    | 1945 | Paul Hausser        |
| 2. april      | 1945 | Friedrich Schulz    |

## Slagorden
| Heeresgruppe tropper | Heeresgruppe tropper             |
| -------------------- | -------------------------------- |
| Signal regiment 609  |                                  |
| Underordnede enheder |                                  |
| 1944                 |                                  |
| Maj 1944             | 1. armé, 19. armé                |
| August 1944          | 19. armé                         |
| September 1944       | 19. armé, 1. armé, 5. panserarmé |
| 1945                 |                                  |
| Januar 1945          | 1. armé                          |
| Februar 1945         | 1. armé, 19. armé                |
| April 1945           | 1. armé, 19. armé                |

## Fodnoter
1. ↑  Cole (references) End Notes Arkiveret 31. oktober 2006 hos  Wayback Machine
2. ↑  Pogue (references) CHAPTER XII The Campaign in Southern France p.227
3. ↑  Pogue (references) p.228
4. ↑  Fact File : Antwerp Captured, BBC, June 2003
5. ↑  Pogue (references) p.229
6. ↑  Pogue (references) p.230
7. 1 2  100th Infantry Division Association References
8. ↑  Cole (references) CHAPTER III:Troops and Terrain
9. ↑  World Almanac of World War II, editor: Peter Young; St. Martin's Press